# Good Morning Britain (programma televisivo 2014)
Good Morning Britain, spesso abbreviato come GMB, è un programma televisivo mattutino britannico, che va in onda nella rete televisiva ITV. 
L'orario di trasmissione è dal lunedì al venerdì dalle 6:00 alle 9:00 del mattino. Good Morning Britain va in onda dal 28 aprile 2014, sostituendo Daybreak. Sebbene gli ascolti abbiano fluttuato dalla trasmissione, gli ascolti di Good Morning Britain sono aumentati in modo significativo dopo che Piers Morgan si è unito al presentatore. Morgan lo ha presentato dal 2015 al 2021 a seguito delle polemiche.

## Storia del programma
Il programma è andato in onda per la prima volta il 28 aprile 2014, in seguito alla cancellazione di Daybreak per bassi ascolti. La prima puntata è stata presentata da Susanna Reid, Ben Shephard, Charlotte Hawkins e Sean Fletcher.